# (29784) 1999 CD51
A (29784) 1999 CD51 a Naprendszer kisbolygóövében található aszteroida. A LINEAR projekt keretében fedezték fel 1999. február 10-én.